# Attentati in Samaria del 2019
Gli attentati in Samaria del 2019 furono due attentati perpetrati da un militante palestinese nei pressi degli incroci di Ariel e Giti Avishar in Samaria (Cisgiordania) il 17 marzo 2019. Nell'attacco rimasero uccisi un soldato dell'IDF e un civile israeliano. Un'altra persona rimase gravemente ferita.

## Contesto
Nei sei mesi precedenti l'attentato, in Samaria furono compiuti numerosi attentati da parte di militanti palestinesi indipendenti. Per proteggere la regione, forze dell'IDF vennero stanziate nell'area di Ariel.

## L'attentato
La mattina del 17 marzo 2019 un militante palestinese giunse all'incrocio di Ariel e accoltellò Gal Keidan, un soldato dell'IDF che stava pattugliando la stazione degli autobus all'incrocio. Mentre il soldato era agonizzante a terra, il terrorista afferrò la sua arma gli sparò a morte. Il militante iniziò poi a sparare verso la strada ferendo Achiad Ettinger, un rabbino che si trovava nelle vicinanze. Successivamente, il militante rubò un'auto e guidò fino all'incrocio di Giti Avishar, dove sparò a un altro soldato dell'IDF che rimase gravemente ferito. Il militante si diresse poi verso la cittadina palestinese di Bruqin, dove abbandonò il mezzo e fuggì a piedi.
Il 18 marzo, un giorno dopo l'attentato, il rabbino Achiad Ettinger, che era a capo della yeshivah di Oz V’Emunah nel quartiere di Neve Sha'anan a Tel Aviv, morì per le ferite riportate.

## Conseguenze
Il militante che compì l'attentato era Omar Abu Lilah, un palestinese di 19 anni del villaggio di Al-Zawiya. Il 19 marzo, l'IDF e lo Shin Bet tentarono di catturare Abu Lilah nel villaggio di 'Abwein. Durante lo scontro a fuoco che ne seguì, l'attentatore perse la vita.